# Discriminación lingüística
La discriminación lingüística es el fenómeno de discriminación que una persona o grupo social puede sufrir debido a la lengua en la que se expresa o sus particularidades lingüísticas.
A mediados de la década de 1980, la lingüista finesa Tove Skutnabb-Kangas capturó esta idea de la discriminación basada en la lengua con el concepto de lingüicismo, definido como "las ideologías y estructuras que se utilizan para legitimar, efectuar y reproducir la división desigual del poder y de los recursos entre los grupos que se definen sobre la base de la lengua".

## Casos de posible discriminación lingüística

### España
En España la situación de diversidad lingüística en la que junto al castellano, otras lenguas son instrumento de comunicación tradicional de la población de parte de su territorio, comenzó a ser desconocida con intensidad a efectos legales desde el siglo XVIII, momento en que se inició una política consciente de restricción y discriminación más o menos acentuada de las lenguas españolas distintas al castellano.
Con la entrada en vigor de la Constitución de 1978, el idioma español o castellano fue declarado lengua oficial de todo el país, pero también se estableció que las demás lenguas españolas distintas al castellano serían también oficiales de acuerdo con lo que dispusieran los estatutos de autonomía de las comunidades autónomas. De esta manera, los estatutos de autonomía de Cataluña, Islas Baleares y Comunidad Valenciana establecieron la cooficialidad del catalán (o valenciano) en sus respectivas comunidades autónomas, aunque en esta última se moduló el alcance de dicha oficialidad en materia educativa a las zonas de predominio lingüístico castellano.
Por otro lado, el estatuto de Galicia otorgó al gallego el carácter de lengua cooficial en Galicia, el estatuto de autonomía del País Vasco estableció la cooficialidad del euskera y el Amejoramiento del Fuero dispuso también la cooficialidad del euskera, pero solo en las zonas vascoparlantes de Navarra.
En el caso de la Comunidad Valenciana y Navarra, comunidades con lenguas propias distintas al castellano, pero solo habladas históricamente en una parte concreta del territorio de ambas comunidades, la declaración de cooficialidad de las lenguas distintas al castellano se hizo con arreglo al principio de zonas de predominio lingüístico. Así, el estatuto de autonomía de la Comunidad Valenciana declaró al valenciano lengua cooficial en todo el territorio de la comunidad, pero moduló la aplicación práctica en materia educativa de dicha declaración en función del predominio lingüístico histórico valenciano o castellano del lugar, determinándose dichas áreas lingüísticas por la Ley de Uso y Enseñanza del Valenciano. Por lo que se refiere a Navarra, el Amejoramiento del Fuero reconoció al euskera el carácter de lengua cooficial, pero solo para las zonas vascoparlantes de Navarra que fueron identificadas en la Ley Foral del Vascuence con la definición de la Zona Vascófona.
En Cataluña, asimismo, pese a ser hablado únicamente en el Valle de Arán, la lengua occitana en su modalidad aranesa, también fue declarado cooficial en toda Cataluña por Estatuto de Autonomía de Cataluña de 2006, aunque se restringió la aplicación práctica de la declaración de cooficialidad del occitano en Cataluña a lo que dispusiera la normativa de aplicación.
De igual modo, hay diversas modalidades lingüísticas y lenguas a las que, pese a que los distintos estatutos de autonomía no les han reconocido el carácter de lenguas cooficiales, sí gozan de un reconocimiento como lenguas propias, históricas o tradicionales, y en su virtud tienen otorgado algún régimen de protección tanto cultural como legal por parte de las instituciones, como el asturiano en Asturias, el leonés en Castilla y León, el euskera en la Zona Mixta de Navarra, la fala en Extremadura o el aragonés y el catalán en Aragón.[cita requerida]
El 15 de septiembre de 2001 España ratificó la Carta Europea de las Lenguas Regionales o Minoritarias del Consejo de Europa, en la que España deja señalado

España declara que, a los efectos previstos en los citados artículos, se entienden por lenguas regionales o minoritarias, las lenguas reconocidas como oficiales en los Estatutos de Autonomía de las Comunidades Autónomas del País Vasco, Cataluña, Islas Baleares, Galicia, Valenciana y Navarra (sólo respecto de la Zona Vascófona). 

Asimismo, España declara, a los mismos efectos, que también se entienden por lenguas regionales o minoritarias las que los Estatutos de Autonomía protegen y amparan en los territorios donde tradicionalmente se hablan.

En los dos informes que ha realizado hasta ahora el Comité de Expertos del Consejo de Europa sobre la planificación de la Carta en España, no aparece ningún comentario sobre supuestas discriminaciones referidas a la lengua castellana (8/4/2005:  y 4/4/2008: ). Al contrario, se pide a España nuevos esfuerzos para proteger las lenguas regionales y minoritarias y detectó lagunas en la aplicación de la Carta de Lenguas Minoritarias, especialmente en la justicia, administración, educación y medios de comunicación

#### Navarra

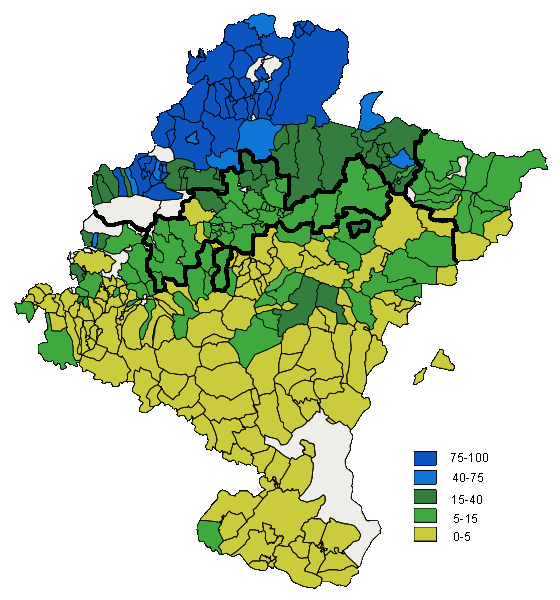
Comparación entre la división lingüística de la Ley Foral del Vascuence con el porcentaje de personas vascoparlantes en 2001.

En Navarra los sectores políticos y sociales nacionalistas vascos y vasquistas denuncian desde hace años como discriminación lingüística de los vascoparlantes el hecho de que la legislación navarra recurra al concepto legal de predominio lingüístico por la que el euskera sólo es lengua cooficial con el castellano en las zonas tradicionalmente vascoparlantes y no en todo el territorio de la comunidad, exigiendo la implantación de un modelo de euskaldunización dirigida de todo el territorio como el llevado a cabo en el País Vasco. También acusan al gobierno foral de no trabajar con los organismos sociales del euskera.
Por el contrario, durante la década de 1990 los sectores políticos y sociales navarristas denunciaron la discriminación lingüística de los castellanohablantes en el acceso al empleo público al ser valorado desproporcionadamente el conocimiento del euskera en los procedimientos de selección de empleados públicos. Defendiéndose desde estos sectores el apoyo a la diversidad lingüística de Navarra y su rechazo a hacer el euskera obligatorio en el centro y sur de la comunidad donde la lengua propia histórica es el castellano.

#### Comunidades de lengua catalana
En Cataluña, Comunidad Valenciana e Islas Baleares prácticamente todos los habitantes conocen el castellano, siendo el catalán el idioma propio (en la Comunidad Valenciana bajo la denominación de valenciano).[cita requerida] En las tres comunidades, el catalán lo entienden 10.804.028 personas (6.502.880 en Cataluña, 3.448.368 en la Comunidad Valenciana y 852.780 en las Islas Baleares), 8.812.416 lo hablan (5.698.400 en Cataluña, 2.407.951 en la Comunidad Valenciana y 706.065 en las Islas Baleares) y aproximadamente 5.942.215 personas lo utilizan como lengua habitual.[cita requerida]

##### Cataluña
A lo largo de los años, han sido objeto de polémica diversos aspectos de la política lingüística del gobierno de Cataluña, habiéndose acusado como ejemplos de discriminación lingüística del castellano a:
- las multas administrativas a comercios que no rotulan al menos en catalán
- exigir como requisito general el dominio de las dos lenguas oficiales para acceder cualquier puesto de trabajo de la función pública
- la no utilización del castellano en ninguno de los medios de comunicación públicos
- la no utilización del castellano en las señales de tráfico
- la política de inmersión lingüística, que considera lengua vehicular sólo el catalán.

En 2008 el Tribunal Supremo de España consideró que el gobierno de la Generalidad incumplía su obligación de velar por los derechos lingüísticos de los catalanes y dictó la obligación de incluir en los formularios una pregunta sobre la lengua familiar de cada alumno; existen dudas de si esto ha sido efectivo por parte del gobierno de Cataluña, cuya política lingüística establece que:
2. Los niños tienen derecho a recibir la primera enseñanza en su lengua habitual, ya sea ésta el catalán o el castellano. La Administración ha de garantizar este derecho y poner los medios necesarios para hacerlo efectivo. Los padres o tutores lo pueden ejercer en nombre de sus hijos instando a que se aplique.
Por otro lado, algunos castellanohablantes han denunciado casos de discriminación, por ejemplo porque la web de la policía autonómica no está en castellano, porque no se puede pedir cita con el médico de cabecera por internet en castellano o porque las ayudas al alquiler de la vivienda sólo se pueden pedir en catalán.[cita requerida] El informe anual del Síndic de Greuges (Defensor del Pueblo en Cataluña) recoge muchas casos de supuesta discriminación, tanto contra catalanoparlantes, como contra castellanohablantes. Estos estereotipos negativos han sido analizados por el profesor de psicología social José Luis Sangrador García.[cita requerida]

##### Islas Baleares
En marzo del 2007, la entidad cultural Obra Cultural Balear denunció en París a la Unesco la política lingüística del gobierno autonómico balear del Partido Popular (PP). Se ha entregado un informe que denuncia las iniciativas llevadas a cabo por el gobierno balear en materia lingüística, de cultura y de educación, así como un informe en el que afirma que se infringe la Carta Europea de las Lenguas Minoritarias. Las principales acciones que OCB denuncia como vulneraciones son el decreto de trilingüismo porque transgrede la Ley de Normalización Lingüística, la orden del 13 de septiembre del 2004 que impide la libertad de los padres a elegir la lengua de enseñanza, la homologación con los certificados C de catalán y el recorte del presupuesto para el fomento de la lengua catalana. Estos informes fueron entregados a finales del mes de febrero del 2007 también al Consejo de Europa, el cual se comprometió a comprobar el cumplimento de la Carta Europea de las Lenguas Regionales o Minoritarias.[cita requerida]
En 2017 se implanta, bajo el gobierno del PSOE en coalición con MES y Podemos, el requisito extensible a todos los ciudadanos españoles un certificado de catalán de nivel B2, que no es exigido al resto de ciudadanos de otros países europeos para acceder al mismo puesto.

### Estados Unidos
En Estados Unidos el profesor de filosofía de la Universidad Washington en San Luis, John Baugh, PhD, miembro de NAACP, realizó diversas pruebas para comprobar si las personas de origen latinoamericano, al igual que las de raza negra, eran discriminados por teléfono a la hora de pedir algún tipo de servicio, ya fuera gubernamental o de otra índole. En el caso de la tragedia del huracán Katrina usaron como señuelo personas descendientes de europeos, o europeo-estadounidenses, a los que no les negaban servicio alguno, mientras que a los afroestadounidenses o de origen latinoamericano en un gran porcentaje les negaban los servicios. Esto se asoció al acento de los participantes en el experimento.
Este estudio se hizo también en empleadores y vendedores de casas, entre otros, arrojando los mismos resultados: la negación de un servicio únicamente por hablar como latinos. Este estudio es financiado por la Fundación Ford.
La discriminación lingüística o linguistic profiling, es muy común en Estados Unidos, hecha de una manera sutil, para dar legalidad a las decisiones, y esto va desde la renta o compra de una casa, autos, pedir trabajo, etc.